# كفر علي غالي
قرية كفر علي غالي هي إحدى القرى التابعة لمركز منيا القمح في محافظة الشرقية في جمهورية مصر العربية. حسب إحصاءات سنة 2006، بلغ إجمالي السكان في كفر علي غالي 3997 نسمة، منهم 2093 رجل و1904 امرأة.